# Menhir de Chodeč
Le menhir de Chodeč est un mégalithe situé près de la commune de Mělník, en République tchèque.

## Situation
Le menhir se situe à quelques centaines de mètres au sud-sud-ouest du village de Chodeč (cs), à environ huit kilomètres au nord-nord-est de Mělník ; il se dresse dans un champ, au bord de la route 2738.

## Description
La pierre mesure environ 80 cm de hauteur ; il pourrait s'agir d'une borne et non d'un véritable menhir.